# 궁녀

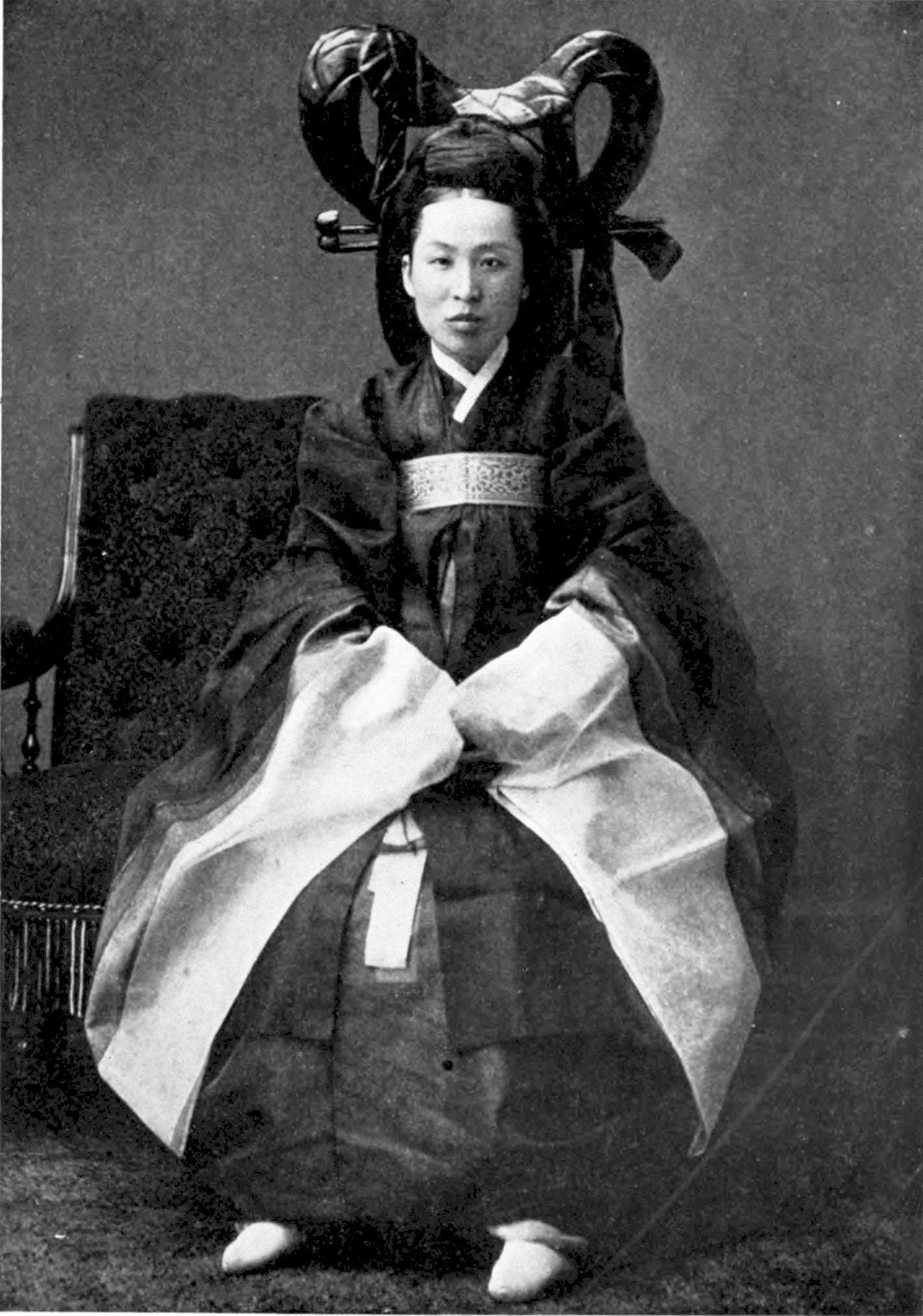
궁녀이자 고종의 후궁 귀인 장씨

궁녀(宮女)는 옛 한국에서 제왕과 그 가족을 시종하거나 궁의 행정 관리 혹은 실무를 담당하였던 여성들을 이르는 말이다. 본래 의미는 궁과 관련된 일을 하는 모든 여성의 통칭으로, 동의어로 궁인(宮人)·내인(內人)·내명부(內命婦)·육궁(六宮) 등이 있으나, 이 문서에선 광복 후 이규태 학자와 김용숙 명예교수가 고종·순종을 모셨던 후궁·상궁·환관의 증언을 토대로 연구·정리하여 2000년대까지 사학계에서 정설로 채택했던 궁녀의 정의에 따라 조선시대엔 여관(女官)·여시(女侍)·시녀(侍女)·내관(內官)·어여(御女)·궁첩(宮妾) 등으로 불리었던, 내명부·세자궁 소속으로 정5품부터 종9품까지의 품계를 받았던 여관 및 수련 단계에 있었던 예비 여관을 중심으로 설명한다.

## 고려의 궁녀
궁인은 시녀라는 의미로도 쓰였지만 후궁이란 뜻으로도 사용되었다. 궁인은 귀족의 딸로서 뒤에 왕비가 되는 여성도 있다. 그러나 궁인 호칭을 가진 모든 여성들이 귀족의 딸이었던 것은 아니었고, 궁인은 양인 출신, 천인 출신 등 신분이 다양하게 나타난다.
고려왕실은 일부다처제로써 후궁제가 발달하지 않았다. 그래서 그녀들은 승은을 입어 후궁이 되어도 그녀들의 출신 신분을 벗어날 수 없었다. 간혹 국가에서 어떤 이유로 궁녀를 내보내는 경우도 있었으나 출궁 궁인은 조선시대처럼 엄격히 혼인이 금지되어 있지는 않았던 것으로 보인다.

## 조선의 궁녀
이들은 내명부(內命婦)에 속한 실무직으로 정 5품 상궁(尙宮)부터 종 9품 주변궁
(奏變宮)까지의 품계를 받았다. 후궁(後宮)이 될 경우 정 1품 빈(嬪)부터 종 4품 숙원(淑媛)의 품계가 내려진다. 궁녀의 일종으로 비자, 무수리, 각심이, 방자, 의녀 등이 있는데 이들은 대개 상궁, 나인의 시중을 들거나 궐의 하찮은 일을 하였다. 또한 이들은 품계도 받지 못했고 대우 또한 일반 궁녀들에 비해 매우 좋지 않았다.

### 선발과 훈련
원칙적으로 신분, 조상, 건강 등의 까다로운 조건으로 선발하였다. 왕실에선 좋은 출신의 궁녀를 원하여 양가에서 강제로 차출해 수차례 사회적 문제가 되기도 했다. 조선 후기 경종 3년에 이를 금하는 어명이 내려졌고, 영조 22년(1746년)에 이르러 양녀(良女) 차출을 금지하는 제도가 세워져 양인 여성을 궁녀로 만들었을 경우 60대의 장형과 1년의 도형에 처해졌다.
궁녀는 다만 각사의 하전으로서만 선발해 들인다. 내수사의 여자 종은 궁녀로 충당하거나 선발해도 괜찮지만, 시비는 특교가 아니면 궁녀로 선발하지 않는다. 양가의 여성은 일체 논하지 않는다. 양인이나 시비를 혹시 궁녀로 추천하여 보내거나, 혹 속이고 들어가게 하는 자는 장 60에 1년의 형벌에 처한다. 종친부와 의정부의 노비는 시녀나 별감으로 선정하지 않는다.— 《속대전 형전》 공천(公賤)

그러나 제도가 세워진 후에도 양인 여성을 궁녀로 차출하는 폐단이 사라지지 않아 영조의 며느리인 혜경궁 홍씨가 멋대로 양녀(良女)를 궁녀로 뽑았다가 사도세자가 영조에게 야단을 맞은 바 있다. 또한 순조 1년에 관노비 제도를 혁파해 내수사 노비와 관노비 4만 명을 대거 양인으로 방출하면서 현실상 《속대전》의 조항은 지키기 어려워졌다. 이에 고종과 순종을 모셨던 조상궁 들이 "여관 중에 지밀, 침방, 수방의 궁녀들은 대부분 중인 출신이었다. 거기다 한 집안에서 계속 대를 이어 궁녀가 되는 관습도 있었다."는 증언을 남긴 것이다.
견습 나인은 무려 15년이나 궁중 법도, 한글, 천자문, 대학, 소학 등 다양한 교양을 익히면서 훈련을 받았다.

### 궁에 갇혀 지내는 직업
이들은 궁에 들어오면 늙고 병들기 전까지는 궁궐 밖으로 나갈 수 없었다. 단, 모시던 분이 승하할 경우 3년 상을 치른 후에 집으로 돌아갈 수 있었다. 궁녀들 중에는 종교인들도 있었는데, 이덕일의 여인열전에 의하면 1801년 신유박해로 순교한 천주교 신자들중에는 양반계급의 천주교 신자인 강완숙이 전교한 궁녀들도 있었다. 1839년 기해박해때에 순교한 박희순(루치아)는 상궁으로 일하다가, 신앙생활을 하기 위해 궁을 나온 사람이다. 궁녀는 결혼을 하면 안 되었다. 궁녀는 오직 왕을 상대로만 연애행위가 허용되었기 때문이었다. 만약 궁녀가 '외간남자'와 성행위를 치르게 될 경우 그 근본을 알 수 없는 아이로 인해 왕조의 족보를 크게 어지럽힐 수 있기 때문이다.

### 은퇴
연로하여 궁에서 나온 궁녀들은 모여서 살았으며, 불교 사찰에 시주를 하면서 종교를 통해 외로움을 달랬다고 한다.

### 하는 일
궁에서 소요되는 의복을 만들고 수를 놓은 '침방'과 '수방', 식사를 담당하는 '소주방', 음료 및 과자를 만드는 '생과방', 빨래와 옷의 뒷손질을 하는 '세답방', 내전을 모시는 '지밀' 등에서의 근무로 자신들의 전문 분야에 종사하였다.
크게 궁녀는 다음과 같이 구분되었다. 편의상 정5품 상궁으로 분류하였다.
- 제조상궁: 큰방상궁. 후궁과 승은상궁을 제외한 모든 궁녀들의 필두에 위치하는 상궁이므로 학식과 지도력이 모두 뛰어나야 했다. 제조상궁은 중전이나 대비와 직접 대면을 하는 것이 가능할 정도 영향력이 막강했다.
- 부제조상궁: 내전 금고를 관리하는 상궁이다.
- 지밀상궁: 대령상궁이라고도 했다. 국왕이나 왕비, 대비, 후궁 등의 윗전을 옆에서 직접 모시는 상궁이다.
- 보모상궁: 왕자와 공주의 육아를 맡는 상궁이다.
- 시녀상궁: 임금이나 왕비의 비밀스런 서적을 관리하고, 문서를 작성하고, 서찰을 쓰고 정리하는 일을 한다. 중전이나 대비, 왕대비의 친정집에 특사로도 가고 때론 어명을 받아 임금의 행차에 동행하기도 한다.
- 승은상궁: 임금의 승은을 입어 상궁으로 봉해진 경우이다. 대개 나인이 해당되며, 당연히 상궁들 중에서도 나이가 어리다. 그러나 신분이 상궁임에도 복식은 상궁의 복장이 아닌 후궁의 복장을 입게 된다. 일반궁녀로서 15년 이상을 보내야 진급할 수 있는 다른 상궁과는 달리 승은상궁은 왕의 승은을 입는 그날 바로 상궁이 되는 특별상궁이기 때문이다. 하지만 임금의 승은을 입은 터라 다른 상궁들이 함부로 대할 수 없었다. 일단 승은을 입게 되면 궁녀 시절 부여되었던 모든 직무에서 벗어나게 되나, 한번 승은을 입고는 왕이 다시 찾지 않아 쓸쓸히 보내던 상궁들도 있었다. 그러나 대부분의 승은상궁은 왕의 아기를 갖게 되는데 이들이 왕의 아기를 가진다면 내명부 종4품 숙원(淑媛)의 후궁이 될 수 있었다. 대표적 일례로 숙종의 아들인 경종을 낳은 희빈 장씨와 숙종의 아들인 영조를 낳은 숙빈 최씨 등이 있다. 장희빈은 중인 역관 가문 출신으로 궁녀로 입궐했다가, 숙종의 승은을 입어 승승장구, 마침내 왕자를 낳고 정1품 빈이 되었으며, 마침내는 왕비에까지 책봉되었다. 숙빈 최씨는 본디 인현 왕후를 모시는 궁녀였다가 왕의 승은을 입고 후궁이 되었고 숙원, 숙의, 귀인을 거쳐 '빈'이 되었다. 사실 임금이 직접 선택한 궁녀라는 의미로 인해 이 신분은 사실상 후궁으로 대우를 받으며 그래서 상궁 중에서는 공식 서열이 가장 높다. 제조상궁과의 관계는 중대장과 주임원사의 관계 비슷하게 제조상궁이 원로이고 승은상궁이 궁녀 경력이 짧지만 승은상궁이 제조상궁의 상급자이다.

### 급여
궁녀는 사용자인 정부에 노무를 제공하고, 임금과 복지를 경제적 보상으로서 받는 임금노동자였다. 1926년 순종황제 승하 3개월 전의 창덕궁 나인에게 지급됐던 월봉명세서에 따르면 가장 높은 보수를 받았던 이는 지밀상궁으로서 당시 월급이 196원(현재금액으로 약 200만 원)이었다. 하지만 궁녀들은 맡은 일, 연차, 품계에 따라 받는 월급이 달랐으므로 지밀 중 가장 적은 액수를 받은 이는 50원을 받았고, 나머지는 40원부터 95원 사이였다. 기타 비자는 한 사람이 20원을 받은 것을 빼고는 모두 18원을 받았다.

### 품계와 직위
- 정5품 : 상궁(尙宮), 상의(尙儀)
- 종5품 : 상복(尙服), 상식(尙食)
- 정6품 : 상침(尙寢), 상공(尙功)
- 종6품 : 상정(尙正), 상기(尙記)
- 정7품 : 전빈(典賓), 전의(典依), 전선(典膳)
- 종7품 : 전설(典設), 전제(典製), 전언(典言)
- 정8품 : 전찬(典贊), 전식(典飾), 전약(典藥)
- 종8품 : 전등(典燈), 전채(典彩), 전정(典正)
- 정9품 : 주궁(奏宮), 주상(奏商), 주각(奏角)
- 종9품 : 주변치, 주치, 주우(奏羽), 주변궁(奏變宮)

이 외에도 동궁전에는
- 종6품 : 수규(守閨), 수칙(守則)
- 종7품 : 장찬(掌饌), 장정(掌正)
- 종8품 : 장서(掌書), 장봉(掌縫)
- 종9품 : 장장(掌藏), 장식(掌食), 장의(掌醫) 등이 있었다.

## 같이 보기
- 여관 (관직)